# Azanus soalalicus
Azanus soalalicus is een vlinder uit de familie van de Lycaenidae. De wetenschappelijke naam van de soort is voor het eerst gepubliceerd in 1900 door Ferdinand Karsch.
De soort komt voor in West-Madagaskar.